# Will You Be There (Michael-Jackson-Lied)
Will You Be There (englisch für „Wirst du da sein“) ist ein Song des US-amerikanischen Popsängers Michael Jackson, der erstmals auf dem Album Dangerous veröffentlicht wurde und am 28. Juni 1993 als achte Single aus dem Album ausgekoppelt wurde. Will You Be There erreichte die Top-10 in acht Ländern und erreichte Platinstatus in den USA und Goldstatus in Neuseeland. Der Song wurde auch für den Film Free Willy – Ruf der Freiheit benutzt und gewann deshalb einen MTV Movie Award in der Kategorie Best Song in a Movie.

## Entstehung
Michael Jackson schrieb den Song auf einem Baum auf der Neverland-Ranch. Produzent war ebenfalls Jackson mit Bruce Swedien als Co-Produzent. Der Rhythmus des Songs schwankt stilistisch zwischen einem aus dem Ragga entlehntem Rhythmus und afrikanischen Rhythmen.

### Besetzung
- Komposition: Michael Jackson
- Executive Producer – Michael Jackson
- Produktion: Michael Jackson
- Co-Produktion: Bruce Swedien
- Solo, Background Vocals: Michael Jackson
- Chor-Arrangement: Andraé Crouch, Sandra Crouch
- Background Vocals: The Andraé Crouch Singers
- Keyboard: Greg Phillinganes, Brad Buxer
- Synthesizer und Synthesizer Programmierung: Michael Boddicker, Rhett Lawrence
- Drums, Perkussion: Bruce Swedien, Brad Buxer
- Perkussion: Paulinho Da Costa
- Synthesizer Programmierung: George Duke
- Tontechniker: Bruce Swedien, Matt Forger
- Mix: Bruce Swedien

## Musikvideo
Es gibt zwei Versionen des Musikvideos zu Will You Be There. Die 6:05 lange Classic Version zeigt Szenen aus Jackson Aufführung des Songs bei der MTV 10 TV Show und der Dangerous World Tour. Die nur 3:36 lange und berühmtere Free Willy Version vermischt hingegen obengenannte Szenen der Dangerous World Tour mit Szenen aus Free Willy. Regisseur beider Versionen war Vincent Paterson. Als Produzenten fungierten Joel Gallen und Ute Leonhardt.

## Kritiken
Der Rolling Stone bezeichnete Will You Be There als eine von Jacksons pompösesten Aufnahmen. Der Song handele von grenzenloser Zuversicht, Furcht und Einsamkeit. Der Monolog am Ende wurde als tränenreich und als Höhepunkt des ganzen Lieds bezeichnet. In einem Ranking der Zeitschrift der 50 besten Songs von Michael Jackson und den Jackson Five platzierte sich der Song auf Platz 47. Der deutschsprachige Rolling Stone hingegen bezeichnete Will You Be There als eines der Lieder, die verhinderten, dass man Dangerous als ein gutes Album bezeichnen könnte. Außerdem sei Will You Be There ein „Freundschaftslied, das Pfadfindern gut zu Gesicht stünde“. Die Website Popkultur.de wählte Will You Be There auf Rang 20 der besten Songs des Jahres 1993.

## Rechtsfragen
Ein Gericht in Rom entschied 1999, dass Will You Be There ein Plagiat ist. Will You Be There sei dem Urteil zufolge dem Lied I cigni di Balaka des italienischen Sängers Al Bano nachempfunden. Laut Al Bano seien „37 Noten des Stücks exakt gleich“. Jackson, der beteuerte, das Lied nicht gekannt zu haben, musste 4.000 US-Dollar Strafe zahlen. 2001 wurde final entschieden, dass beide Lieder Ähnlichkeiten zu dem Song Bless You von The Ink Spots aus dem Jahr 1939 aufweisen.
Für die Einleitung von Will You Be There wurden Teile aus dem vierten Satz der 9. Sinfonie von Ludwig van Beethoven, gespielt vom Cleveland-Orchester, verwendet. Jedoch wurde erst nach einem Gerichtsurteil im Dezember 1992 das Orchester in den Credits genannt.

## Kommerzieller Erfolg

### Charts und Chartplatzierungen
Will You Be There erreichte die Top-10 in Großbritannien (Platz 9), den USA (Platz 7), Kanada (Platz 6) der Schweiz (Platz 3), den Niederlanden (Platz 3), Belgien (Platz 3) und Neuseeland (Platz 2). Der Song erreichte außerdem Platz 13 der europäischen Singlecharts und hielt sich 18 Wochen in den Top 100.
In den Single-Jahrescharts von 1993 in Europa erreichte Will You Be There Platz 69 und Platz 21 der Airplay-Jahrescharts sowie in den Airplay-Jahrescharts für Zentraleuropa (Deutschland, Luxemburg, Österreich und die deutschsprachige Schweiz) sogar Platz 18.
| ChartsChartplatzierungen           | Höchstplatzierung | Wochen |
| ---------------------------------- | ----------------- | ------ |
| Deutschland (GfK)                  | 12 (30 Wo.)       | 30     |
| Österreich (Ö3)                    | 11 (17 Wo.)       | 17     |
| Schweiz (IFPI)                     | 3 (21 Wo.)        | 21     |
| Vereinigtes Königreich (OCC)       | 9 (10 Wo.)        | 10     |
| Vereinigte Staaten (Billboard)     | 7 (20 Wo.)        | 20     |
| Vereinigte Staaten (Billboard R&B) | 53 (13 Wo.)       | 13     |

| ChartsJahrescharts (1993)      | Platzierung |
| ------------------------------ | ----------- |
| Deutschland (GfK)              | 45          |
| Vereinigte Staaten (Billboard) | 47          |

### Auszeichnungen für Musikverkäufe
| Land/Region               | Auszeichnungen für Musikverkäufe (Land/Region, Auszeichnung, Verkäufe) | Verkäufe  |
| ------------------------- | ---------------------------------------------------------------------- | --------- |
| Kanada (MC)               | Gold                                                                   | 40.000    |
| Neuseeland (RMNZ)         | Gold                                                                   | 5.000     |
| Vereinigte Staaten (RIAA) | Platin                                                                 | 1.000.000 |
| Insgesamt                 | 2× Gold · 1× Platin ·                                                  | 1.045.000 |

Hauptartikel: Michael Jackson/Auszeichnungen für Musikverkäufe

## Titelliste der Single
| 7"-Single – 8:36 1. Will You Be There (Edit) – 5:22 2. Girlfriend – 3:04 | CD-Single – 25:15 1. Will You Be There (Radio Edit) – 3:39 2. Will You Be There (Edit) – 5:22 3. Man in the Mirror – 5:15 4. Girlfriend – 3:04 5. Will You Be There – 7:40 |